# Francis Richard Scobee
Francis Richard Scobee dit Dick Scobee est un astronaute américain né le  19 mai 1939 et mort dans l'explosion de la navette Challenger le 28 janvier 1986. 

## Biographie
Il était marié à Virginia June Kent.
Francis Richard Scobbe est inhumé au cimetière national d'Arlington.

## Vols réalisés
- 6 avril 1984 : pilote sur le vol Challenger (STS-41-C)
- 28 janvier 1986 : STS-51-L, la navette spatiale Challenger explose une minute et 13 secondes après son décollage, tuant les sept membres d'équipage dont Dick Scobee était le commandant.